# موریدا (تگزاس)
موریدا (به انگلیسی: Moraida) یک منطقهٔ مسکونی در ایالات متحده آمریکا است که در تگزاس واقع شده‌است. موریدا ۲۱۲ نفر جمعیت دارد.